# Caligula (Camus)
Pour les articles homonymes, voir Caligula (homonymie).
Pour un article plus général, voir Philosophie d'Albert Camus.
Caligula est une pièce de théâtre en 4 actes écrite par Albert Camus, entamée en 1938 (le premier manuscrit date de 1939), et publiée pour la première fois en mai 1944 aux éditions Gallimard. La pièce fera par la suite l'objet de nombreuses retouches. Elle fait partie, avec l'Étranger (roman, 1942), le Mythe de Sisyphe (essai, 1942) et Le Malentendu de ce que l'auteur a appelé le « cycle de l'absurde ». Certains critiques perçurent la pièce comme existentialiste, courant philosophique auquel Camus se défendit cependant toujours d'appartenir.
Elle met en scène Caligula, empereur romain tyrannique qui agit avec démesure, en quête d'impossible.

## Sources historiques de la pièce
Dans le livre IV de son ouvrage Vie des douze Césars, l'historien latin Suétone retrace la vie et les années de règne de Caius César, surnommé « Caligula » à cause d'une plaisanterie militaire. Il est le fils de Germanicus et d'Agrippine l'Aînée, arrière-petit-fils de l'empereur Auguste et petit-neveu de l'empereur Tibère, à qui il succède, peut-être après avoir participé à son assassinat. Une fois empereur, il semble que Caligula a été dans un premier temps aimé de son peuple, avant de devenir tyrannique et lunatique, et d'être assassiné au bout de trois ans, dix mois et huit jours. Suétone écrit : « On pourrait avec raison imputer à une maladie mentale les vices les plus opposés du caractère de Caligula » mais cette version de l'« empereur fou » semble être infirmée par plusieurs auteurs modernes qui évoquent un empoisonnement possible, peut-être par Locuste car de nombreux poisons avaient pour premier effet des troubles similaires à une maladie mentale.
La première ébauche de Caligula date de 1938, à la suite de la lecture de l'ouvrage de Suétone par Camus. Ce dernier s'inspire de la biographie de l'empereur Caligula, et construit sa pièce à partir de faits historiques évoqués par Suétone : Caligula fuyant Rome après la mort de sa sœur et amante Drusilla (acte I, scène 1), Caligula faisant la cour à la lune (acte I, scène 4), Caligula se déguisant en Vénus (acte III, scène 1), Caligula ignorant les complots dont il fait l'objet (acte III, scène 6) ou encore Caligula agonisant, criant qu'il vit encore (acte IV, scène 14).
Deux modifications majeures sont effectuées par Camus : il atténue la laideur du personnage, pourtant soulignée par Suétone, et il atténue la froide cruauté de Caligula, sans doute pour que le lecteur-spectateur puisse adhérer à la quête menée par le personnage éponyme, et à la pièce elle-même.

## Thème
Voici le thème de la pièce présenté par l'auteur lui-même (dans l'édition américaine de Caligula and Three Other Plays, en 1957) :
« Caligula, prince relativement aimable jusque-là, s'aperçoit à la mort de Drusilla, sa sœur et sa maîtresse, que le monde tel qu’il va n’est pas satisfaisant. Dès lors, obsédé d’impossible, empoisonné de mépris et d’horreur, il tente d’exercer, par le meurtre et la perversion systématique de toutes les valeurs, une liberté dont il découvrira pour finir qu’elle n’est pas la bonne. Il récuse l’amitié et l’amour, la simple solidarité humaine, le bien et le mal. Il prend au mot ceux qui l’entourent, il les force à la logique, il nivelle tout autour de lui par la force de son refus et par la rage de destruction où l'entraîne sa passion de vivre.
Mais, si sa vérité est de se révolter contre le destin, son erreur est de nier les hommes. On ne peut tout détruire sans se détruire soi-même. C’est pourquoi Caligula dépeuple le monde autour de lui et, fidèle à sa logique, fait ce qu'il faut pour armer contre lui ceux qui finiront par le tuer. Caligula est l'histoire d'un suicide supérieur. C'est l'histoire de la plus humaine et de la plus tragique des erreurs. Infidèle à l’homme, par fidélité à lui-même, Caligula consent à mourir pour avoir compris qu’aucun être ne peut se sauver tout seul et qu'on ne peut être libre contre les autres hommes. »
Il est cependant utile de remarquer que même à l'heure de sa mort, Caligula niera toujours celle-ci, d'une certaine manière : il s'en rira, s'en « moquera », et hurlera dans ses derniers instants « À l'Histoire, Caligula ! À l'Histoire ! ». C'est à cet instant que la fin du tyran revêtira toute sa dimension ironique et tragique.

## Structure de la pièce
La pièce se déroule dans l'Antiquité, à Rome, sous l'empereur Caligula. Il y a un intervalle de trois années entre le premier acte et les actes suivants.
Acte I : 11 scènes - Prise de conscience de l'absurdité de la vie et élaboration d'un programme visant à enseigner cette vérité à ses contemporains.
Acte II : 14 scènes - Jeu macabre
Acte III : 6 scènes - Complot
Acte IV : 14 scènes - Fin du tyran

## Personnages principaux
- Caligula, empereur de Rome
- Cæsonia, vieille maîtresse de Caligula, elle l'aide à faire des atrocités, contre son gré...
- Hélicon, ancien esclave, affranchi par Caligula
- Cherea, homme de lettres / intellectuel
- Senectus, Metellus, Lepidus, Octavius, Mereia, Mucius, patriciens
- Scipion (fils), jeune poète

## Deux versions du Caligula de Camus
La version définitive est la version en quatre actes de 1944, d'abord publiée conjointement avec Le Malentendu puis éditée seule la même année.
Il existe une version de 1941 en quatre actes, publiée en 1984, dans les Cahiers Albert Camus.
Entre les deux versions, la guerre et l'Occupation avaient démontré par l'horreur à Camus qu'un nihilisme absolu n'était pas défendable, ce qui l'incita à reforger sa pièce sous un tour plus politique, en particulier en faisant prendre plus de poids au personnage de Cherea qui comprend Caligula et sa logique implacable de l'absurde mais refuse d'y adhérer, ne pouvant nier ni l'homme, ni la vie au nom de son intelligence.

## Argument
Caligula, empereur de Rome, a disparu peu de temps après le décès de sa sœur et amante Drusilla. Il est recherché dans tout Rome. Les patriciens commencent à s'inquiéter de cette absence. De retour au palais, il explique à l'un de ses proches — Hélicon — que ce qui le préoccupe n'est pas la perte de Drusilla mais un désir indomptable d'impossible (« Je me suis senti tout d'un coup un besoin d'impossible »). Le monde tel qu'il est ne lui paraît plus supportable, aussi veut-il la lune, le bonheur, l'immortalité ou n'importe quoi d'autre qui ne soit pas de ce monde.

## Représentations importantes
Souvent joué en France et à l'étranger, Caligula sera le succès le plus durable de Camus au théâtre.
La création mondiale de la pièce a été réalisée en Suisse sur la scène de la Comédie de Genève, en juin 1945, par la Compagnie des Masques dans une mise en scène signée Georges Firmy, pseudonyme du jeune Giorgio Strehler.
À Paris - La production donnée en septembre 1945, sur la scène du théâtre Hébertot, dans une mise en scène de Paul Œttly révéla Gérard Philipe, qui incarna un empereur fidèle aux indications données par Camus dans la pièce, un Caligula jeune et lisse, en toge romaine. Ce choix d'acteur permit de maintenir l'ambiguïté du personnage de Caligula, entre jeunesse et cruauté. Le 26 mars 1955, Camus en fait lui-même une lecture, au théâtre des Noctambules, soirée impressionnante car il joue plutôt qu'il ne lit. La pièce est reprise en 1958 au Petit Théâtre de Paris. La pièce entre au répertoire de la Comédie-Française en 1992, dans une mise en scène de Youssef Chahine où le rôle-titre est interprété par Jean-Yves Dubois. Au début 2006, Charles Berling a mis en scène et interprété un Caligula au Théâtre de l'Atelier à Paris. Il incarne un empereur plutôt vieillissant, plus décadent, comme lorsqu'il se peint les ongles en noir, et toujours ambigu, à demi nu, à peine drapé d'un tissu blanc, le teint jauni par les éclairages. Une version expurgée et recentrée sur l'enfermement et la folie de Caligula fut donnée au Mois Molière à Versailles au Théâtre du Nord-Ouest dans le cadre d'une intégrale Camus-Sartre en 2011-2012 dans une mise en scène de Jean-Luc Jeener.
À Londres - Une nouvelle traduction de David Greig, mise en scène de Michael Grandage, a connu un grand succès à la Donmar Warehouse de Londres, avec Michael Sheen, et a remporté plusieurs Olivier Awards. Benedict Andrews, en 2012, a mis en scène et interprété un Caligula au Coliseum Theatre de Londres. Il incarne un empereur sanguinaire, meurtrier, le revolver à la main, et toujours ambigu, vêtu de sa robe de Vénus à paillettes dorées. 
À Dublin, en Irlande - La même traduction a été effectuée au plus tard le projet Cube Théâtre à Dublin, en Irlande, réalisé par Conor Hanratty, où il était également en nomination pour plusieurs prix. Cette dernière production a été relancée en octobre 2008, comme partie de Dublin Festival international de théâtre. 
En Inde - Caligula traduit en hindi Dr.Sharad par Chandra et réalisé par Arvind Gaur (1993, 21 spectacles) pour Asmita théâtre avec Jaimini kr.Srivastava et Deepak Ochani.Arun Kukreja il s'est également produit avec l'acteur bien connu VM Badola. 
En Hongrie - La pièce a récemment représentée par le Radnóti Színház à Budapest, Hongrie. 
Au Japon - Réalisé par Yukio Ninagawa, mettant en vedette Shun Oguri, au Bunkamura Cocoon Theater à Tokyo, puis, en novembre 2019, au Nouveau théâtre national de Tokyo, avec une mise en scène de Tamiya Kuriyama, et Masaki Sugata dans le rôle principal.
En Bulgarie - Mise en scène par Javor Gardev pour le Théâtre de Varna, la pièce a été jouée entre autres lors du festival Next 002 en 2009 à Courtrai (Belgique).
Au Brésil - Mise en scène par Rui Xavier, avec Daniel Sommerfeld dans le rôle-titre (2009 - L'Année de la France au Brésil).
Au Québec - Mise en scène et adaptation sous le titre Caligula_Remix par Marc Beaupré, avec Emmanuel Schwartz.

## Épilogue
Citons Camus dans ses Carnets révélant un projet d'épilogue pour Caligula qui nous éclaire sur la portée de cette œuvre pour son auteur :
« Non, Caligula n'est pas mort. Il est là, et là. Il est en chacun de vous. Si le pouvoir vous était donné, si vous aviez du cœur, si vous aimiez la vie, vous le verriez se déchaîner, ce monstre ou cet ange que vous portez en vous. Notre époque meurt d'avoir cru aux valeurs et que les choses pouvaient être belles et cesser d'être absurdes. Adieu, je rentre dans l'histoire où me tiennent enfermé depuis si longtemps ceux qui craignent de trop aimer. »